# بلبان‌آباد
بلبان‌آباد (به کردی: بۆلواناوا) شهری که مرکز بخش بلبان‌آباد شهرستان دهگلان در استان کردستان در غرب ایران است.

## موقعیت جغرافیایی
فاصله آن تا شهر دهگلان ۱۸ کیلومتر است. این شهر با مساحتی در حدود ۴۶۲ کیلومتر مربع از شمال به روستاهای کلکه، سرنجیانه، چراغ آباد و سیس، از جنوب به روستاهای بکرآباد، گردمیران ،غلام آباد و میمون آباد ،مرادآباد، از غرب به روستاهای سراب دوکل ،سورهال ،رامول ،گزگزاره ،میانگوران و از شرق به روستاهای قادرمرز و گرگانه منتهی می‌شود.